# Eutrichocheles
Eutrichocheles is een geslacht van kreeftachtigen uit de klasse van de Malacostraca (hogere kreeftachtigen).

## Soorten
- Eutrichocheles bisquamosa (de Man, 1905)
- Eutrichocheles crosnieri Ngoc-Ho, 1998
- Eutrichocheles modestus (Herbst, 1796)